# Dondi (Graffitikünstler)
Dondi White (* 7. April 1961 in Manhattan, New York; † 2. Oktober 1998), mit vollem Namen Donald Joseph White, war einer der bedeutendsten Graffiti-Writing-Künstler.

## Werk

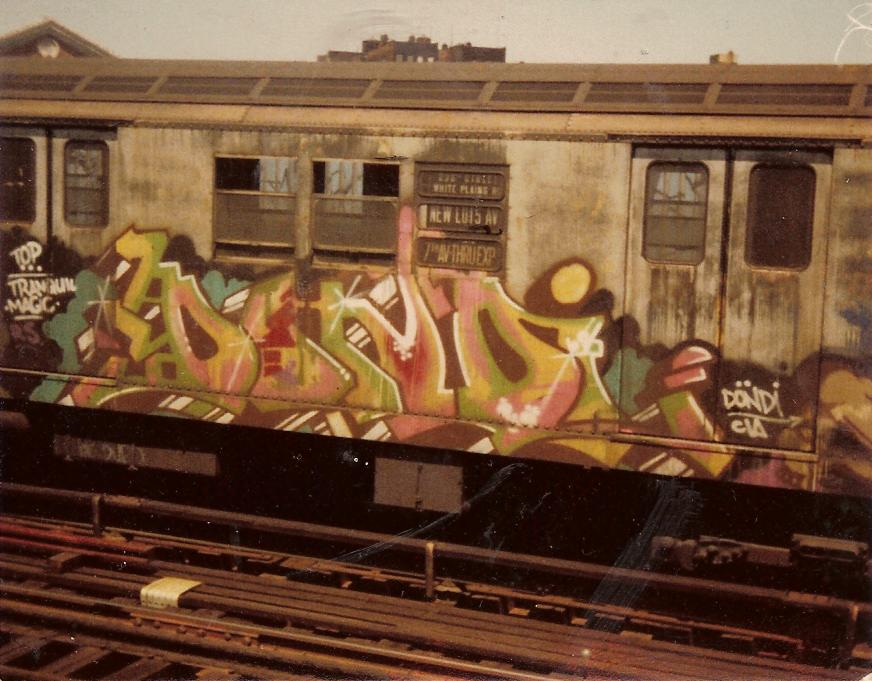
Panel-Piece auf einem U-Bahn-Waggon von DONDI

Bereits im Alter von 14 Jahren (Anfang der 1970er Jahre) fing Dondi an, selbst zu taggen. Er begann seine Graffiti-Karriere unter dem Namen NACO. Weitere vereinzelt verwendete Tags Dondis waren BUS129, ASIA oder WHITE761.
Um 1976 entwickelte sich die aus Brooklyn stammende Graffiti Crew „The Odd Partners“ (kurz: TOP) zu einer führenden Macht der Subway Art. Dabei dominierten sie mit ihren Pieces vor allem Züge der Brooklyn-Manhattan Transit Line. Eine Lieblingsmethode von TOP waren Throw-Ups: schnell gesprühte Tags, die nur mit einer Schraffierung oder gar nicht ausgefüllt sind. Die Crew hatte mit Mitgliedern wie MICKEY, HURST und JEE2 einige der bedeutendsten Throw-Up-Künstler, die die Szene zu bieten hatte. TOP-Mitbegründer JEE2 war es auch, der das Potenzial in Dondi erkannte und ihn 1977 in die exklusive Crew aufnahm. 1978 gründete Dondi seine eigene Crew „Crazy Insides Artists“ (CIA). Diese bestand zum Teil aus verbliebenen TOP-Mitgliedern.
Er malte beispielsweise das „Buffalo Gals Piece“ im gleichnamigen Videoclip und spielte das „Spray-Double“ von Zoro im Film „Wild Style“. Seine legalen Bilder sind jetzt noch in verschiedenen US-amerikanischen und europäischen Museen zu sehen. Zu seinen bedeutendsten Werken gehört die dreiteilige Wholecar-Serie „Children of the Grave“. Inspiriert wurde Dondi beim Titel vom gleichnamigen Song der Heavy-Metal-Band Black Sabbath. Die Erstellung des dritten Parts der Serie wurde von Anfang bis Ende von Martha Cooper festgehalten. Dies war die erste Zusammenarbeit eines Graffiti-Writers mit einem Fotojournalisten. Die von ihm besprühten Züge sind inzwischen gereinigt bzw. verschrottet.
1998 verstarb Dondi an den Folgen einer HIV-Infektion.